# Chrysolytis deliarcha
Chrysolytis deliarcha là một loài bướm đêm thuộc họ Lyonetiidae. Nó được tìm thấy ở Nam Phi.